# Curt Linusson
Curt Linusson, egentligen Kurt Erik Torbjörn Linusson född 9 juni 1943 i Lidköpings församling, Skaraborgs län, är en svensk tidigare bilmekaniker, kommunpolitiker och ledare för den nynazistiska organisationen Legion Wasa.. 

## Biografi
Linusson, som bland annat arbetat som svetsare, har varit soldat i FN-tjänst, instruktör i FBU och plutonchef i Hemvärnet. Då Linussons engagemang i Legion Wasa blev känt avslutade Försvarsmakten hans anställningsavtal. I samband med att hans engagemang blev känt uteslöts han även ur FBU. 
Under kriget i Jugoslavien åkte Curt Linusson tillsammans med ett tiotal andra - under parollen "Pluton Viking" - ner för att slåss på Kroatiens sida. Linusson och de andra återvände dock hem efter några dagar på grund av interna bråk. Inför Irakkriget 2003 rekryterade han frivilliga med avsikt att slåss på Baathregimens sida.
Efter att Sverigedemokraten Michael Wallin lämnat sin plats i kommunfullmäktige i Lidköping på grund av flytt från kommunen, stod Linusson på tur för att ta över den tomma platsen. Linusson, som inte är medlem i Sverigedemokraterna, hade fått sex personröster på Sverigedemokraternas valsedlar. Linusson tillträdde posten i december 2012.
I valet till kommunfullmäktige i Lidköping 2014 kandiderade Linusson för Svenskarnas parti.